# Battaglia di Bubiyan
La battaglia di Bubiyan è stato uno scontro navale durante la prima guerra del golfo tra unità navali della coalizione guidata dagli USA e la marina irachena nelle acque tra l'isola di Bubiyan e lo Shatt al-'Arab.

## Storia
Nelle prime fasi dello scontro le unità irachene vennero attaccate da tre elicotteri Lynx della Royal Navy, che con i loro missili Sea Skua distrussero cinque unità di attacco veloce TNC-45 di fabbricazione tedesca, che gli iracheni avevano catturato al momento dell'invasione del Kuwait, un mezzo da sbarco e due pattugliatori Classe Zhuk, prima dell'arrivo degli aerei della US Navy. In totale ventuno delle ventidue unità navali irachene che cercavano di fuggire vennero distrutti dalle forze della coalizione, mentre le unità sopravvissute vennero sequestrate dagli iraniani.
Tra le unità navali della coalizione vennero danneggiati l'incrociatore USS Princeton e la nave d'assalto anfibio USS Tripoli che finirono su delle mine che gli iracheni avevano disseminato al largo delle coste del Kuwait, con dodici marinai feriti di cui sei gravemente.
Gli esiti della battaglia ebbero conseguenze anche sulla contemporanea battaglia di Khafjii, dove Saddam Hussein aveva inviato una nave da sbarco allo scopo di sostenere le truppe irakene impegnate contro le truppe della coalizione.
L'ultima azione della marina irachena fu il lancio da terra di un missile Silkworm  contro la nave da battaglia USS Missouri che venne intercettato in volo e neutralizzato da un missile Sea Dart lanciato dal cacciatorpediniere inglese HMS Gloucester.
Dopo lo scontro di Bubiyan la Marina irachena cessò di esistere, restando con poche unità navali ridotte in cattive condizioni.